# Jawor Janakiew
Jawor Janakiew (bg. Явор Димитров Янакиев; ur. 3 czerwca 1985) – bułgarski zapaśnik walczący w stylu klasycznym. Brązowy medalista olimpijski z Pekinu 2008 w kategorii 74 kg.
Pięciokrotny uczestnik mistrzostw świata, zdobył złoty medal w 2007. Trzeci na mistrzostwach Europy w 2013. Szósty i siódmy w Pucharze Świata w 2012. Ósmy na igrzyskach europejskich w 2015 roku.
- Turniej w Pekinie 2008

Pokonał Sixto Barrerę z Peru i Aleha Michałowicza z Białorusi a przegrał z Chang Yongxiangiem z Chin.